# Kenneth Rayner
Kenneth Rayner (* 20. Juni 1808 im Bertie County, North Carolina; † 4. März 1884 in Washington, D.C.) war ein US-amerikanischer Politiker. Zwischen 1839 und 1843 vertrat er den Bundesstaat North Carolina im US-Repräsentantenhaus.

## Werdegang
Kenneth Rayner besuchte zunächst die Tarborough Academy. Nach einem anschließenden Jurastudium und seiner 1829 erfolgten Zulassung als Rechtsanwalt begann er im Hertford County in diesem Beruf zu arbeiten. Gleichzeitig schlug er als Mitglied der Whig Party eine politische Laufbahn ein. Ursprünglich war er ein Anhänger von Andrew Jackson gewesen. In der Frage der Rechte der Einzelstaaten wandte er sich aber von diesem ab und schloss sich John C. Calhoun an. Danach wurde er Mitglied der Whigs. Im Jahr 1835 war er Mitglied einer Versammlung zur Überarbeitung der Staatsverfassung von North Carolina.
Zwischen 1835 und 1850 saß Rayner mehrfach als Abgeordneter im Repräsentantenhaus von North Carolina. Bei den Kongresswahlen des Jahres 1838 wurde er im ersten Wahlbezirk von North Carolina in das US-Repräsentantenhaus in Washington, D.C. gewählt, wo er am 4. März 1839 die Nachfolge von Samuel Tredwell Sawyer antrat. Nach zwei Wiederwahlen konnte er bis zum 3. März 1845 drei Legislaturperioden im Kongress absolvieren. Diese waren seit 1841 von den Spannungen zwischen den Whigs und Präsident John Tyler bestimmt. Außerdem wurde damals im Kongress zunehmend über eine mögliche Annexion der seit 1836 von Mexiko unabhängigen Republik Texas debattiert.
1844 verzichtete Kenneth Rayner auf eine weitere Kongresskandidatur. In den Jahren 1848 und 1850 war er erneut Abgeordneter im Repräsentantenhaus von North Carolina. 1854 wurde er in den Staatssenat gewählt. Im Jahr 1848 war er ein Kandidat für die Nominierung zum Vizepräsidentschaftskandidaten seiner Partei. Dabei scheiterte er knapp an Millard Fillmore, der nach dem Tod des damals gewählten Zachary Taylor im Jahr 1850 dessen Nachfolger als Präsident der Vereinigten Staaten wurde. Im Jahr 1861 war Rayner Mitglied der Versammlung, die den Austritt des Staates North Carolina aus der Union beschloss. 1864 gehörte er zu der Kommission, die die Staatshauptstadt Raleigh an die Truppen der Union unter General William T. Sherman übergab. Später wurde er Mitglied der Republikanischen Partei. Im Jahr 1874 wurde Rayner von Präsident Ulysses S. Grant in die Kommission berufen, die Vorgänge um das konföderierte Kriegsschiff Alabama während des Bürgerkrieges untersuchte. Von 1877 bis 1884 arbeitete Rayner für das Bundesfinanzministerium.
Er starb am 4. März 1884 in der Bundeshauptstadt Washington. Kenneth Rayner war mit Susan Spratt Polk verheiratet, mit der er acht Kinder hatte.